# Siège de Roses (1794-1795)
Pour les articles homonymes, voir Siège de Roses.
Guerre du Roussillon
Batailles
Le siège de Roses ou siège de Rosas se déroule du 28 novembre 1794 au 4 février 1795, date où la garnison espagnole abandonne le port et où les forces de la Première République s'en emparent. Catherine-Dominique de Pérignon commande l'armée française et Domingo Salvator Izquierdo, les défenseurs espagnols. Le siège s'inscrit dans la guerre du Roussillon, qui fait partie de celles de la Révolution française. La guerre prend fin en juillet 1795, et Roses, ville côtière du nord-est de l'Espagne située à 43 km au nord-est de Gérone, ne tarde pas à être rendue à l'Espagne.
Les Français infligent une grave défaite à l'armée espagnole lors de la bataille de la Sierra Negra en novembre 1794. Après, ils capturent rapidement Figueras et sa forteresse. En même temps, ils entreprennent en bonne et due forme le siège de Roses. Pérignon et son lieutenant, Pierre François Sauret de la Borie, se rendent bientôt compte qu'un fort isolé est la clé de la chute de Roses et consacrent leur énergie à le réduire. Un mois après la chute du fort, la flotte espagnole évacue la garnison par la mer.

## Contexte historique
Le 17 novembre 1794, l'armée française des Pyrénées orientales, commandée par le général de division Jacques François Dugommier, attaque l'armée espagnole du lieutenant-général Luis Fermín de Carvajal dans la bataille de la Sierra Negra. Elle engage ses adversaires dans un combat de quatre jours où les deux commandants sont tués. Le général de division Catherine-Dominique de Pérignon assume le commandement de l'armée française et occupe rapidement la ville de Figueras. Il abuse le brigadier-général José Andrés Valdes et l'amène à la reddition de la garnison de 9 000 hommes du château de Sant Ferran le 28 novembre. Le même jour, le général de division Pierre François Sauret de la Borie investit le port de Roses,.

## Siège

### Forces
Les défenses de Roses se composent d'une citadelle à la Vauban et du château de la Trinitat. Ces fortifications ont été commandées par Charles Quint en 1543 et terminées en 1570. La citadelle a une coupe pentagonale modifiée et compte cinq bastions et demi-lunes sur chaque côté, sauf celui de la mer. Le château de la Trinitat est un ouvrage en forme d'étoile à cinq pointes sur une hauteur de 60 mètres. La citadelle se trouve à l'ouest de la ville, tandis que le château couronne un promontoire situé à 2,3 kilomètres au sud-sud-est de la citadelle. Le mont Puy-Bois de 300 mètres de haut domine le château au nord-est. Le lieutenant-général Domingo Salvator Izquierdo commande les 4 800 hommes de la garnison espagnole. La flotte de 13 navires de ligne et de 45 autres bâtiments de l'amiral Federico Carlos Gravina y Nápoli mouille dans la baie de Roses. Ces navires appuient la garnison par leurs tirs et sur le plan logistique.
Le 28 novembre, 13 261 soldats français investissent Roses. Même si Sauret commande directement les troupes assiégeantes, Pérignon demeure le moteur de la conduite des opérations. Pour l'opération, une division et six brigades sont subordonnées à Sauret. La division, dirigée par le général Jean Beaufort de Thorigny, compte 2 586 fantassins et 211 cavaliers. Les brigades sont commandées par les généraux Claude-Victor Perrin (2 455 fantassins), Joseph Magdelaine Martin (1 747), Robert Motte (1 799), Jean-Jacques Causse (1 403), Théodore Chabert (2 118) et Abel Joseph Guillot (1 019 fantassins et 123 cavaliers),.

### Action

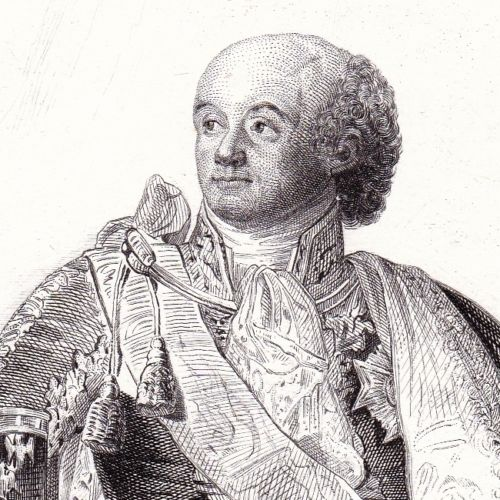
Le général de division Catherine-Dominique de Pérignon, commandant en chef les troupes françaises.

Le 29 novembre, la première batterie ouvre le feu sur la forteresse, et les Français commencent à creuser des tranchées pour le siège. Le 7 décembre, six batteries pilonnent les défenses. Izquierdo fait plusieurs sorties inefficaces alors que les parallèles françaises approchent de la citadelle. Pérignon se rend alors compte que le château de la Trinitat, dont le feu cause de graves dommages aux assiégeants, est la position clé. Il ordonne l'installation de canons lourds sur le mont Puy-Bois. Lorsque les ingénieurs français protestent qu'une telle opération est impossible, le général passe outre à leurs objections. Les soldats français, qui surnomment le château « le bouton de Rose », réussissent finalement à monter trois batteries sur le mont le 25 septembre. Elles finissent par ouvrir une brèche dans les murs du château, si bien que sa garnison doit être évacuée en embarcations le 1er janvier. De la position qu'ils viennent de capturer, les Français tiennent la citadelle et la flotte sous leur feu.
Entre-temps, l'armée du lieutenant-général José Urrutia y de las Casas est en position au-delà du Fluvià, au sud de Roses, et risque d'avancer au secours de la citadelle. Le 25 janvier, lorsque le temps rigoureux force Sauret à suspendre les opérations de siège, l'armée d'Urrutia est toute proche. Déterminé à prendre la forteresse, Pérignon décide de tenter un autre coup de bluff. Il donne l'assaut aux positions avancées espagnoles le 1er février. Le commandant de l'armée française met en scène les préparatifs d'une attaque massive, tels que l'étalage d'échelles d'escalade dans les tranchées. Ce bluff finit par briser le moral des défenseurs. Izquierdo ordonne que l'escadrille de Gravina évacue les membres survivants de la garnison dans la nuit du 3 février ; il ne laisse qu'une arrière-garde de 300 hommes pour couvrir l'opération. L'arrière-garde doit être emmenée dans de petites embarcations le matin suivant, mais est abandonnée par la flotte et faite prisonnière par les Français.

## Conséquences
Les Espagnols font état de 113 tués, 470 blessés et 1 160 malades à l'issue du siège. En outre, 300 soldats tombent aux mains des Français. Ces derniers déclarent des pertes légères. Fâché que Pérignon n'ait pu avancer au-delà du Fluvià, le gouvernement français le remplace par le général de division Barthélemy Louis Joseph Schérer à la fin du mois de mai 1795. Urrutia repousse Schérer lorsque ce dernier tente de franchir le Fluvià à Bàscara le 14 juin. Les pertes françaises s'élèvent à 2 500 hommes, alors que l'armée espagnole ne déclare que 546 victimes.
Le traité de Bâle du 22 juillet 1795 met fin officiellement aux combats. Les forces espagnoles commandées par le lieutenant-général Gregorio García de la Cuesta récupèrent Puigcerdà et Bellver de Cerdanya à la fin de juillet, avant que les nouvelles de paix n'arrivent sur le front. Le 19 août 1796 est conclu le traité de San Ildefonso, dans lequel Pérignon a joué un rôle clé. Ce traité fait de l'Espagne une alliée de la France.
Roses est à nouveau assiégée en novembre et décembre 1808, pendant la guerre d'indépendance espagnole. Elle a aussi été assiégée en 1645 et en 1693.